# Station Stępuchowo
Station Stępuchowo is een spoorwegstation in de Poolse plaats Stępuchowo.